# Ipolykeszi
Ipolykeszi (szlovákul: Kosihy nad Ipľom) község Szlovákiában, a Besztercebányai kerületben, a Nagykürtösi járásban.

## Fekvése
Nagykürtöstől 28 km-re, délnyugatra fekszik.

## Élővilága

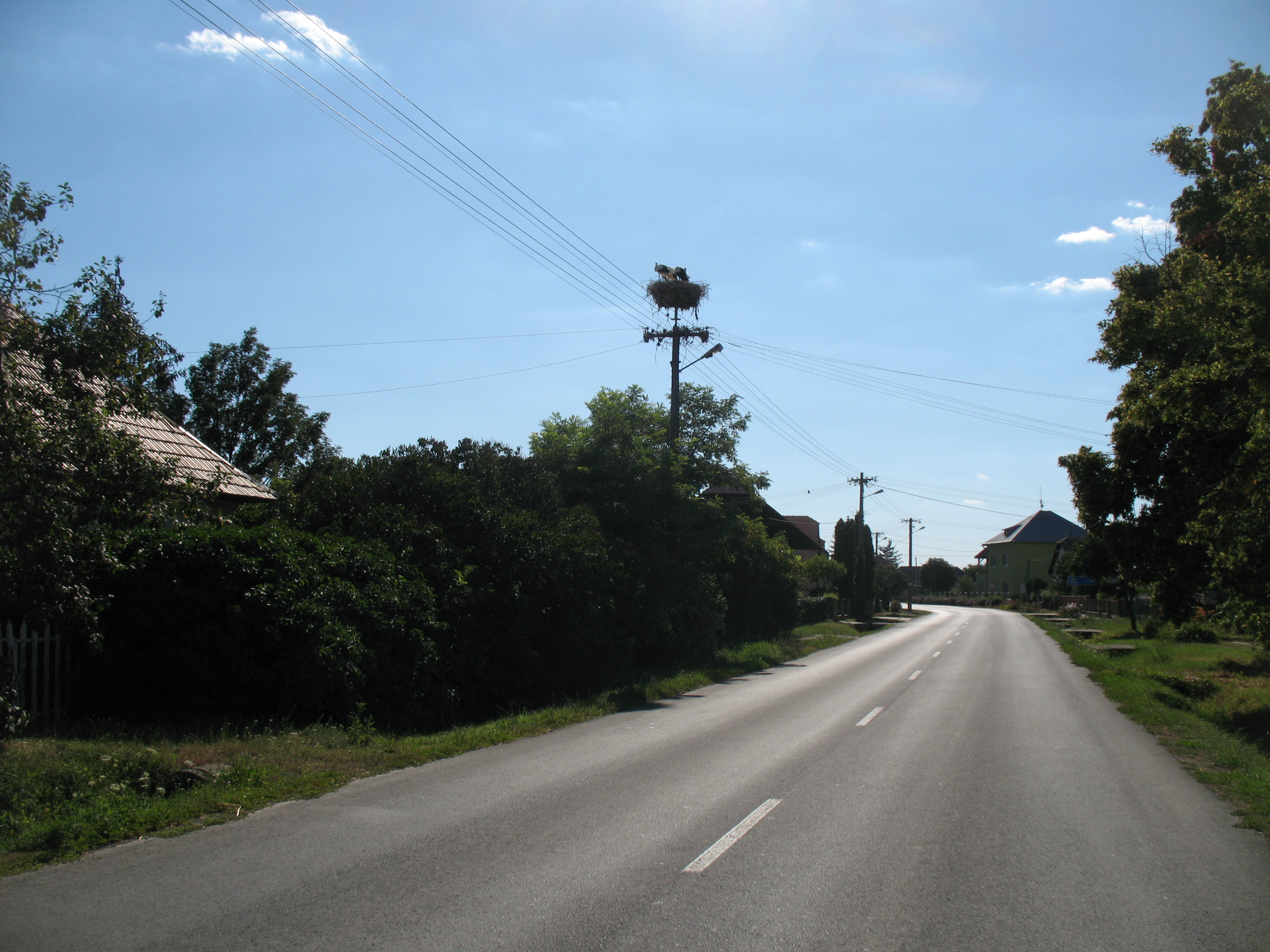
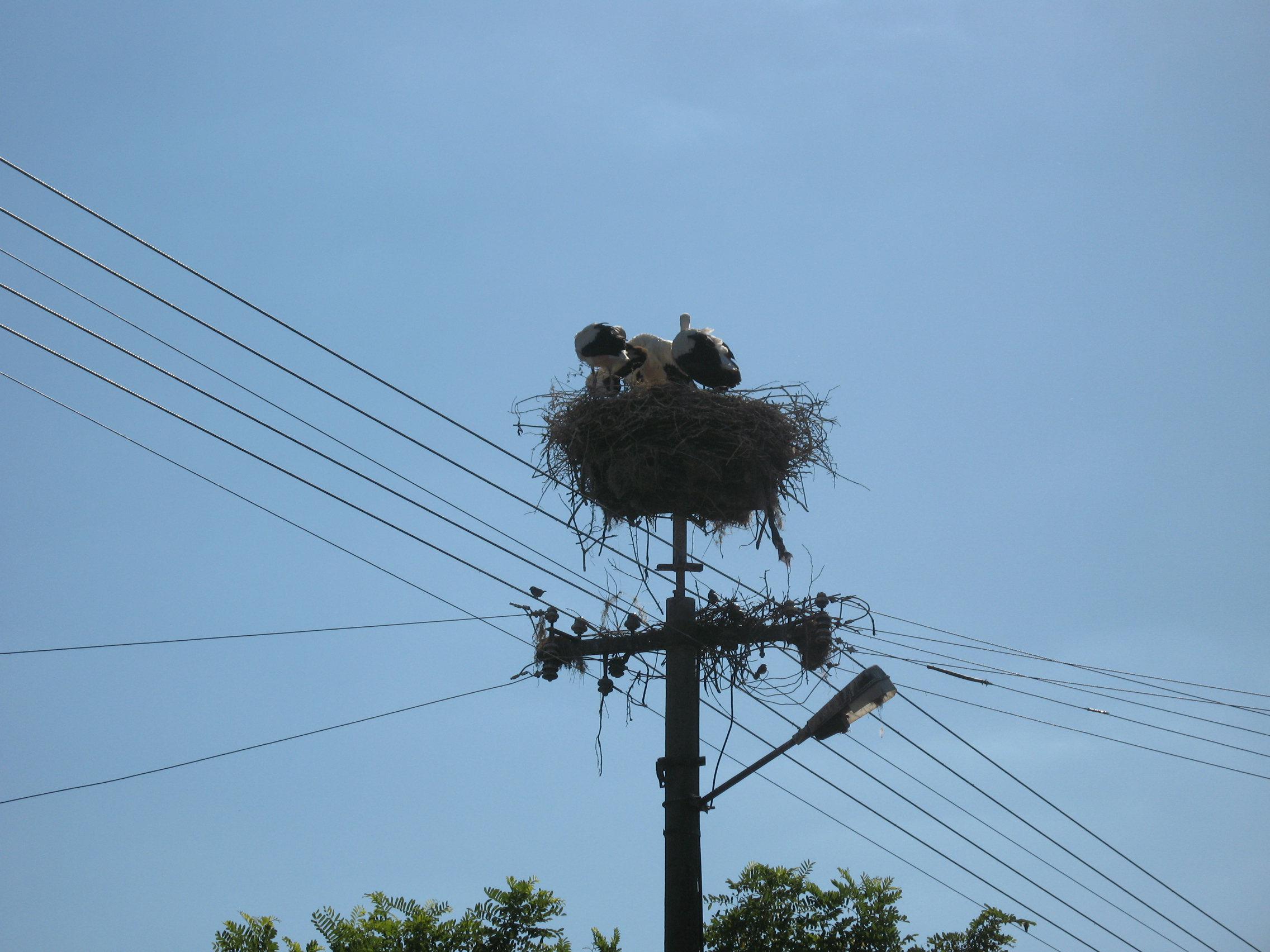
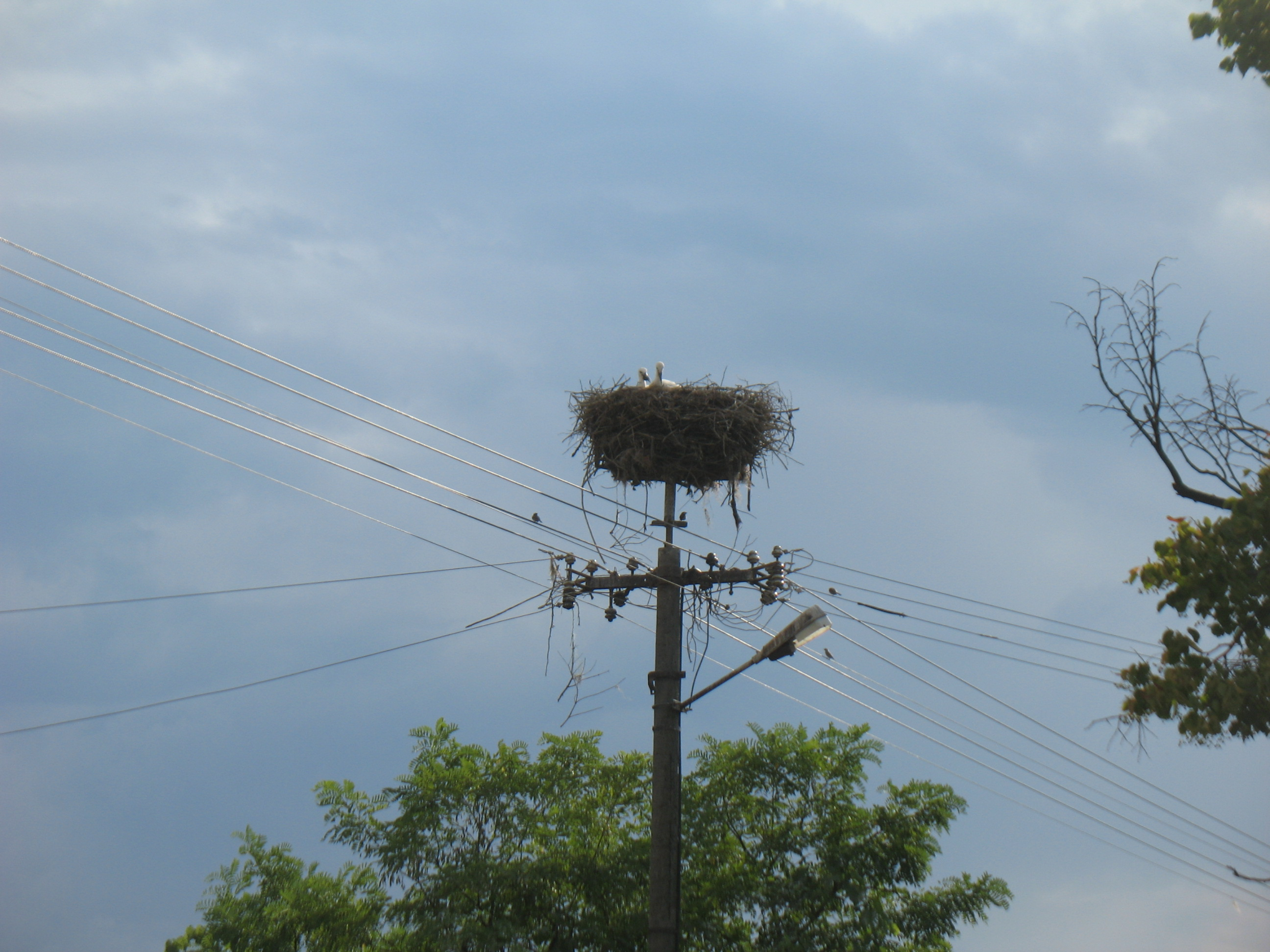
2014
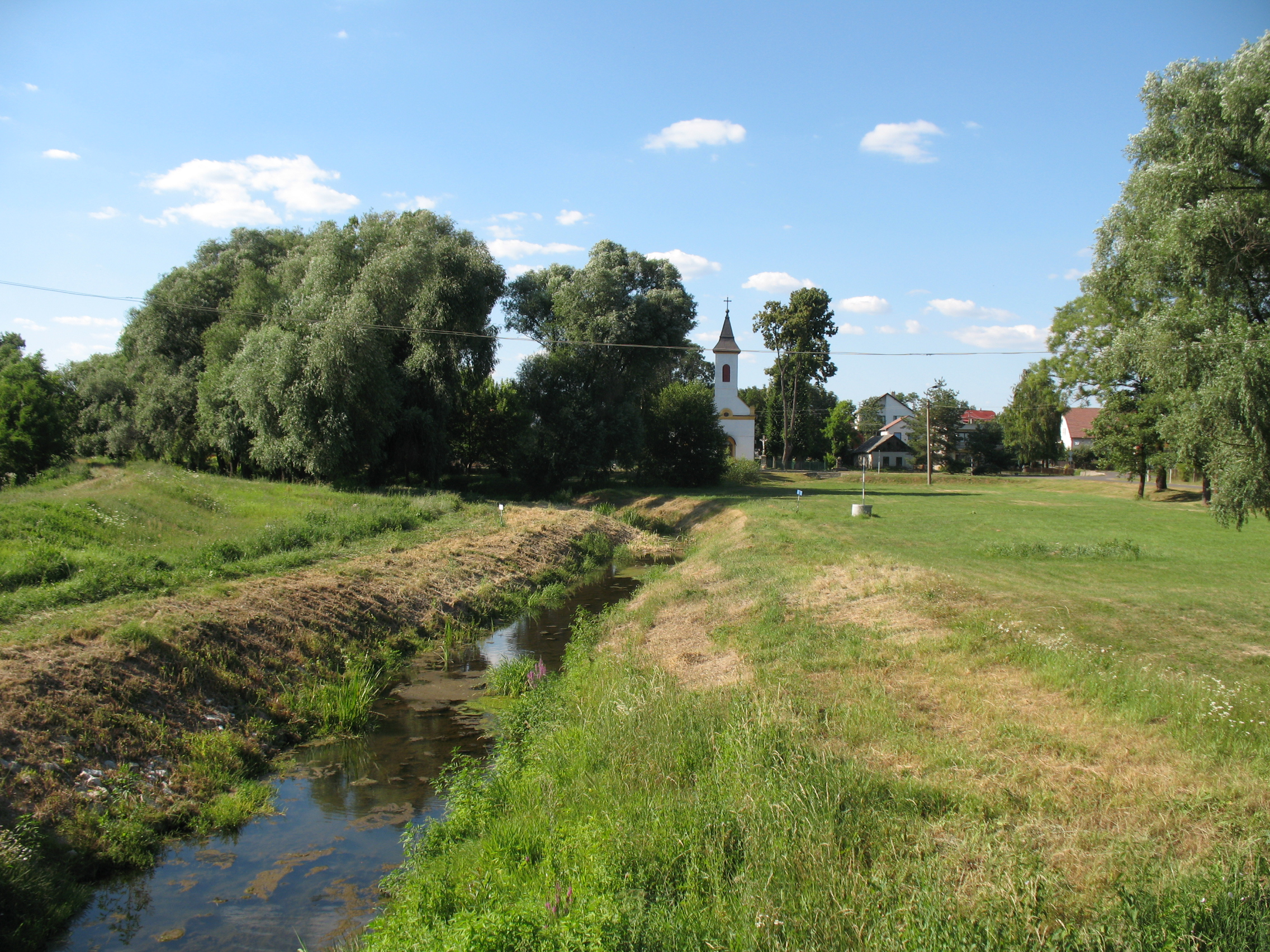

A faluban egy gólyafészket tartanak nyilván. 2013 és 2014-ben is 3 fiókát számoltak össze.

## Története
A honfoglalás után a Keszi törzs szálláshelye lehetett. Első hiteles írásos említése 1326-ban "Kezeu" alakban történik. Birtokosai a Tersztyánszky, Kondor, Luka, Stummer és Laszkáry családok voltak.
A trianoni békeszerződésig Hont vármegye Ipolynyéki járásához tartozott. 1938 és 1944 között – az I. bécsi döntés következtében – ismét magyar fennhatóság alá került.

## Néprajza
Ipolyi Arnold szokás- és népmesegyűjteményéhez, Csaplár Benedeken keresztül Tersztyánszky András is szolgáltatott adatokat, nyitrai piarista diák korában.

## Népessége
| Év:            | 1994. | 2004.   | 2014.    | 2024.    |
| -------------- | ----- | ------- | -------- | -------- |
| Emberek száma: | 487   | 481     | 428      | 367      |
| Eltérés:       |       | -1,23 % | -11,01 % | -14,25 % |

| Év:            | 2023. | 2024.   |
| -------------- | ----- | ------- |
| Emberek száma: | 381   | 367     |
| Eltérés:       |       | -3,67 % |

1910-ben 449, túlnyomórészt magyar anyanyelvű lakosa volt.
2001-ben 495 lakosából 422 magyar és 69 szlovák volt.
2011-ben 470 lakosából 357 magyar és 93 szlovák volt.

## Neves személyek
- Itt született és a Tersztyánszky-kúriában töltötte gyermekéveit Ipolyi Arnold nagyváradi és besztercebányai püspök, művészettörténész, a magyar mitológia neves kutatója. Emléktáblája a templom falán található.

## Nevezetességei

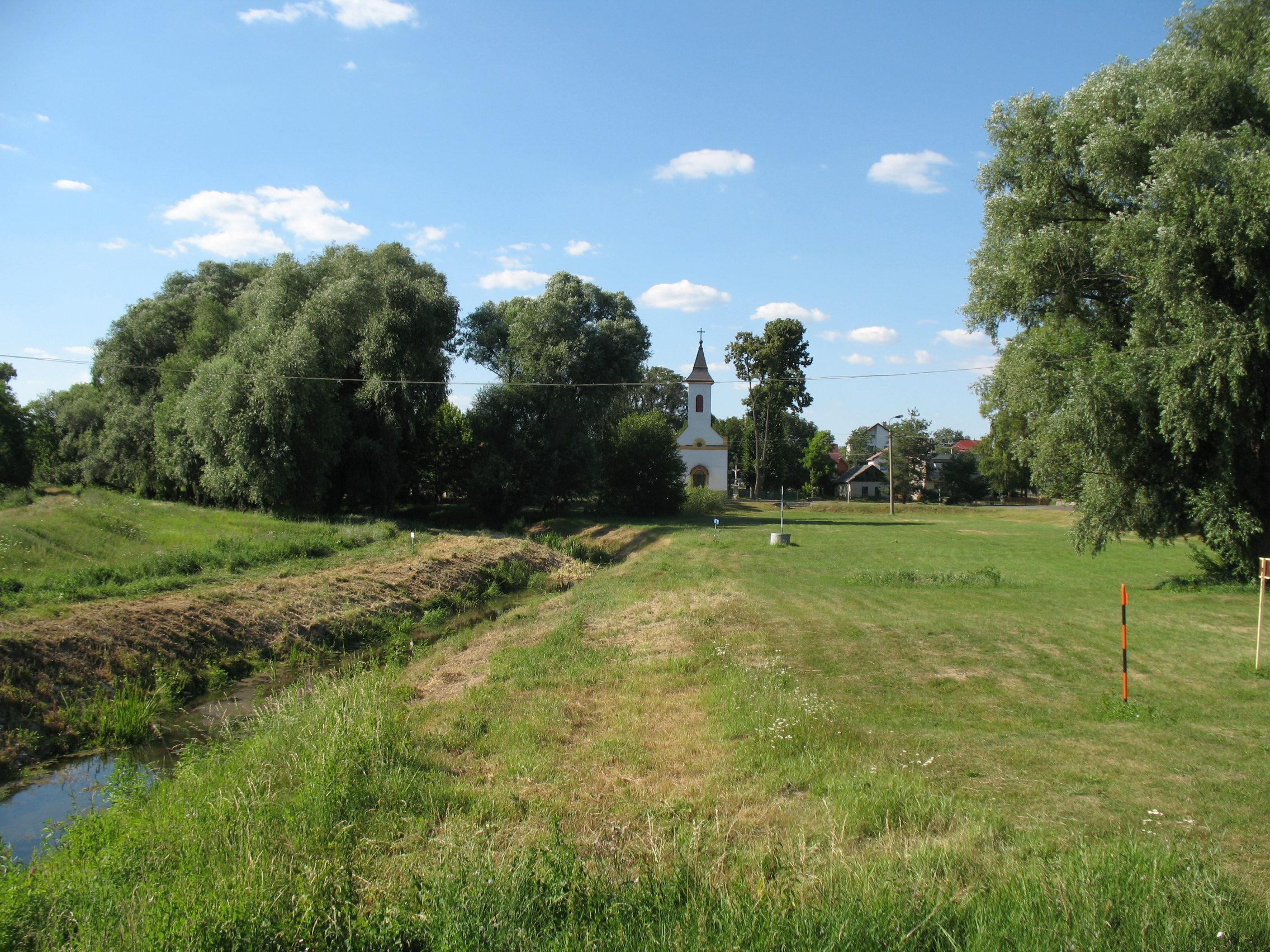
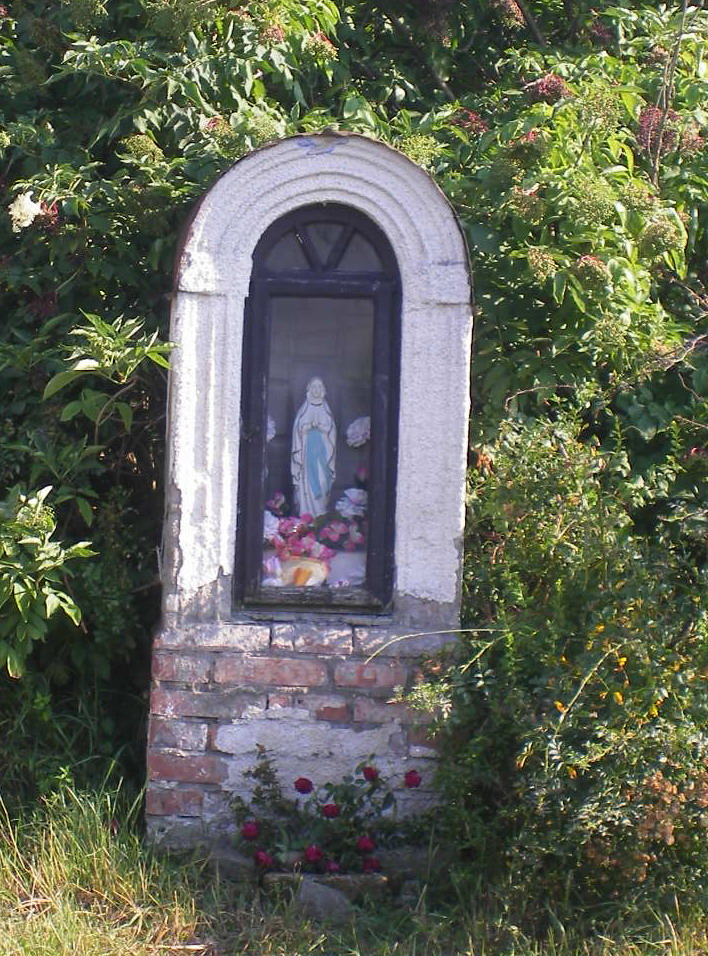
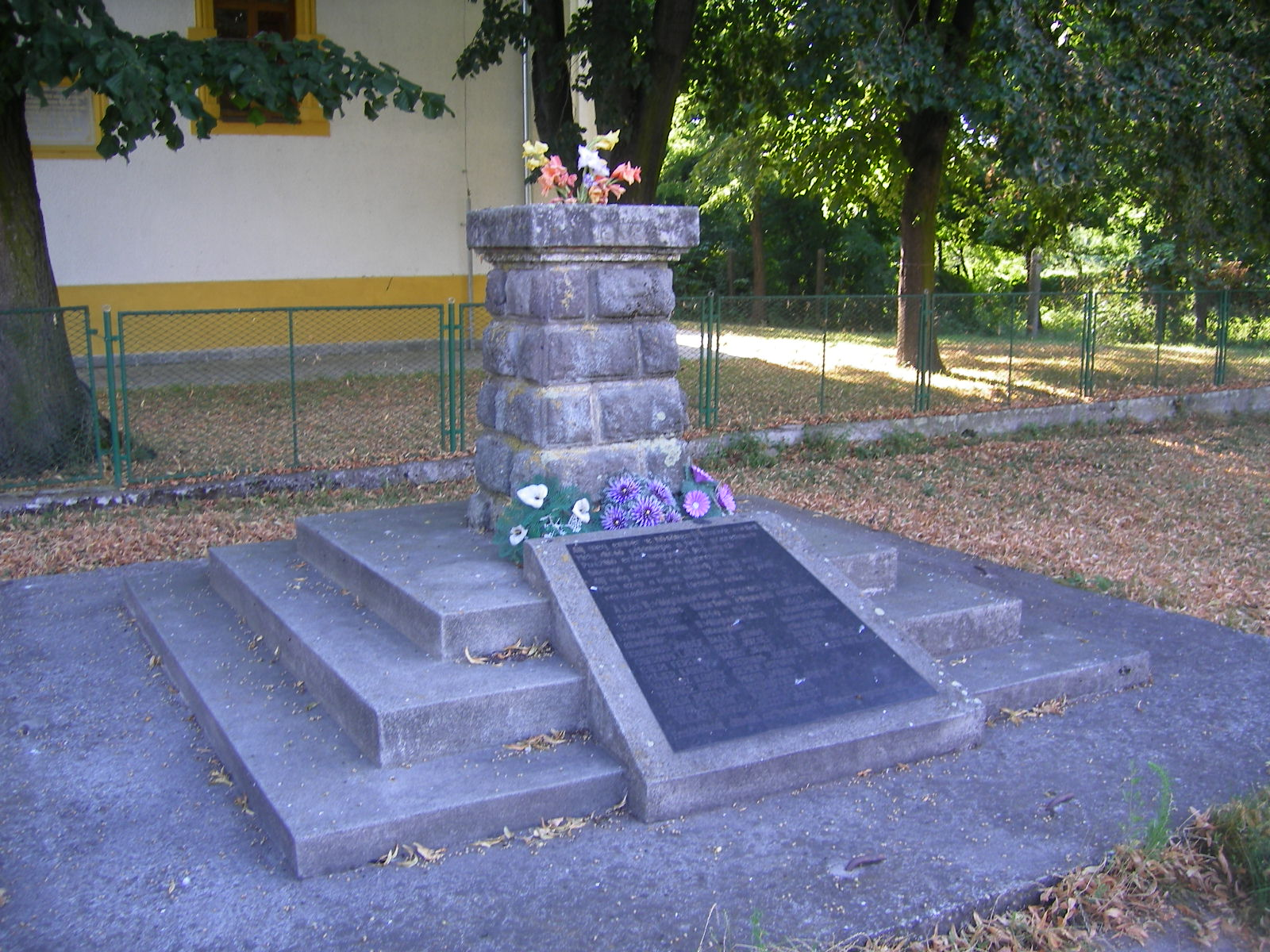
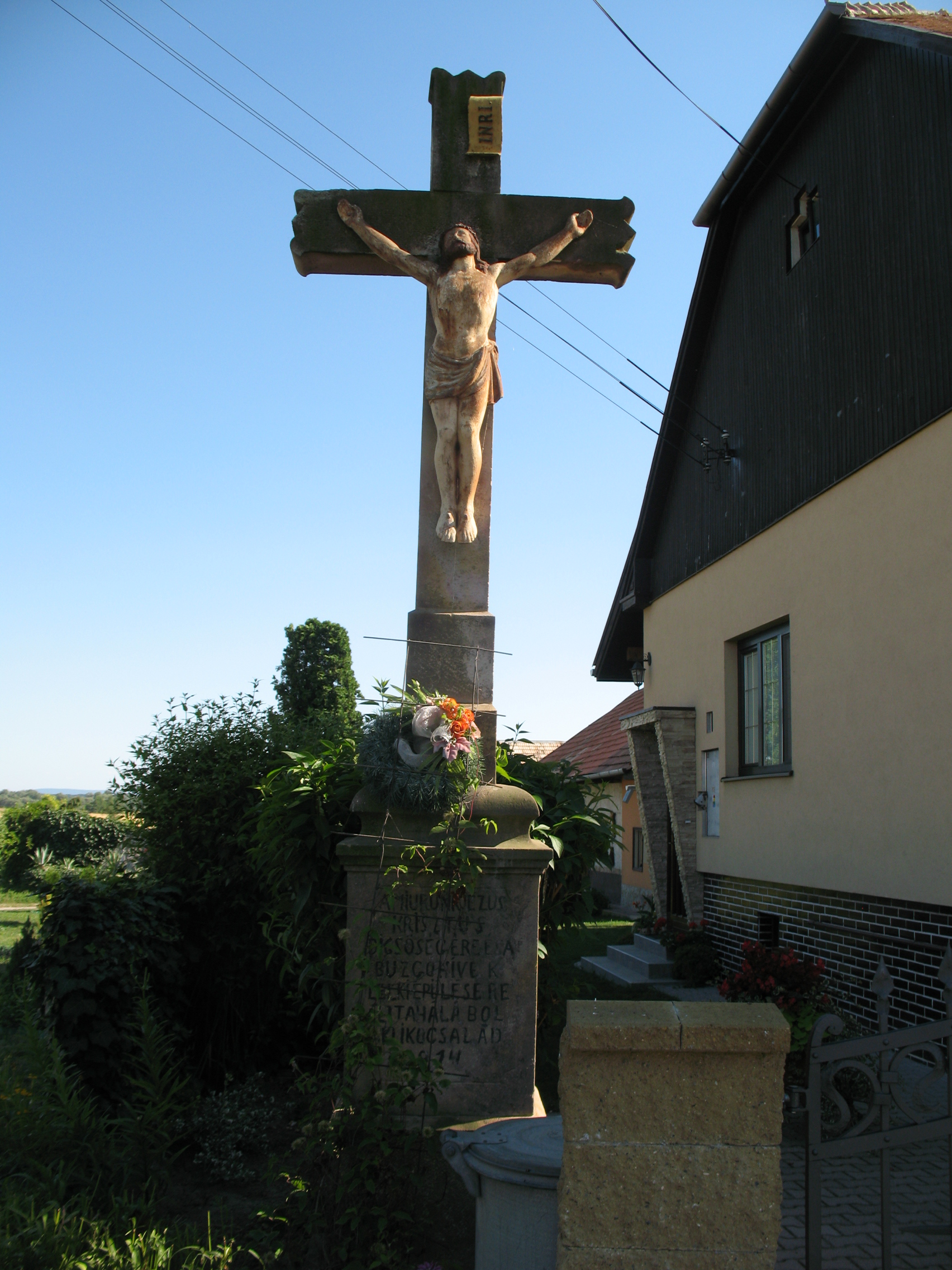
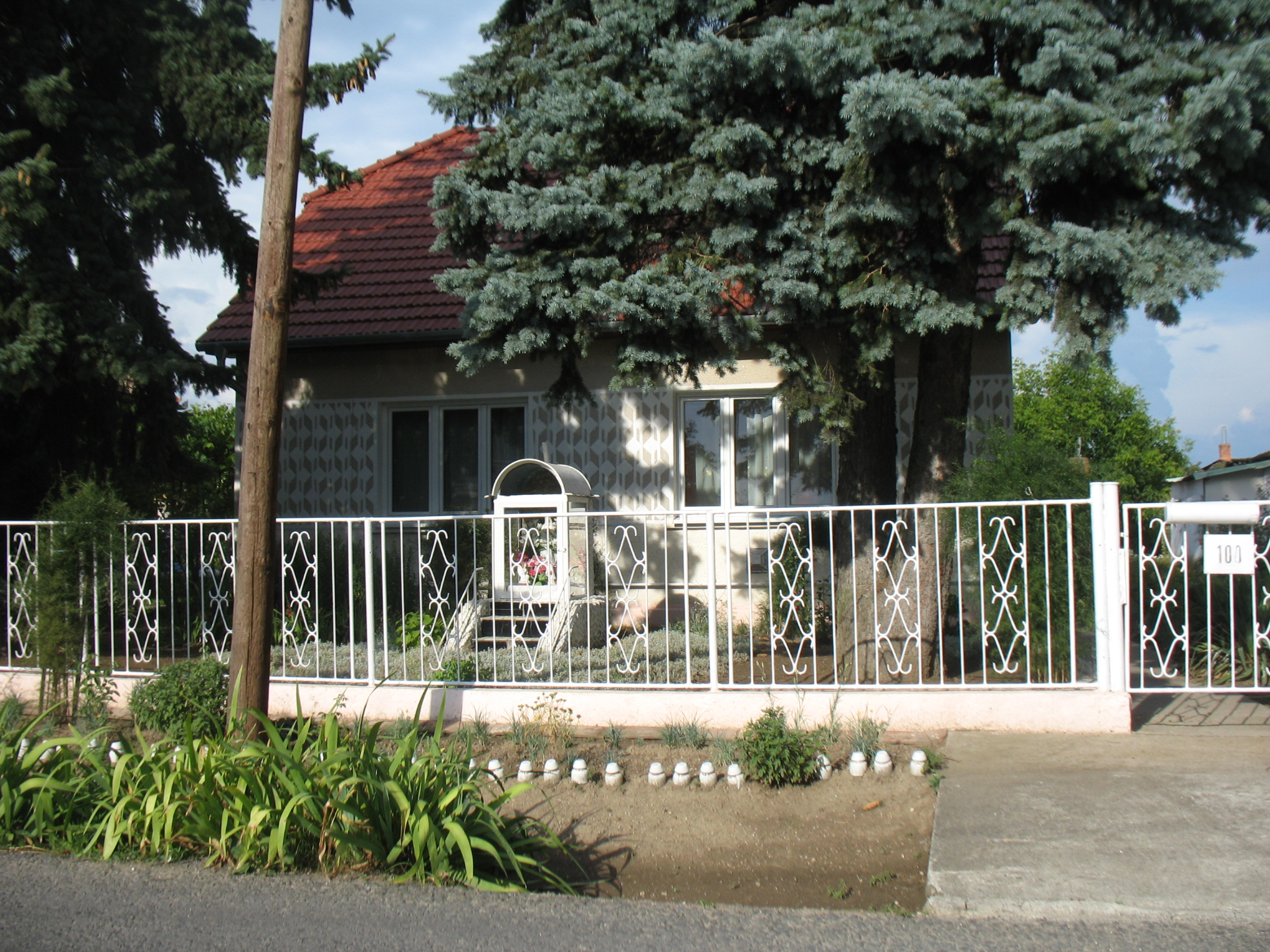

- Nepomuki Szent János tiszteletére épített, római katolikus temploma a régebbi templom maradványainak felhasználásával 1899-ben épült, neoklasszicista stílusban.
- A Tersztyánszky-kúria a 18. században épült klasszicista stílusban.
- A faluban a népi építészet néhány kiváló alkotása is látható.
- A temetőbeli Tersztyánszky-kápolna 1900-ban épült neoklasszicista stílusban.